# Sun xVM
Sun xVM fue una línea de productos de Sun Microsystems que abordan la tecnología de virtualización en plataformas x86. Uno de los componentes se descontinuó antes de la adquisición de Oracle a Sun; los dos restantes siguen en Oracle.

## Historia
Sun originalmente anunció la familia de productos xVM en octubre de 2007. Sus productos eran: Sun xVM Server, Sun xVM Ops Center, y Sun xVM VirtualBox, estos dos últimos abandonaron la marca "xVM" en 2009, y desde entonces se llaman Oracle Enterprise Manager Ops Center y Oracle VM VirtualBox, respectivamente.

## Productos

### Sun xVM hypervisor
Sun xVM hypervisor fue un componente de Solaris basado en el trabajo hecho por parte de la comunidad de OpenSolaris Xen. Estuvo integrado en la fuente de OpenSolaris, y estuvo disponible en distribuciones OpenSolaris, proporcionando las características estándares de hipervisores basados en Xenen en sistemas de x86.

### Sun xVM Server
Sun xVM Server estuvo basado en el proyecto de xVM Hypervisor. Sun planificó darle soporte a Microsoft Windows, Linux, y Solaris como sistemas operativos huésped.
En vez de haber tenido su propio formato de disco, Sun xVM Server fue pretendido para importar/exportar imágenes VMDK y VHD para facilitar la interoperación con VMware ESX Server y Microsoft Hyper-V.
A principios de mayo de 2009, la comunidad Xen anunció en Opensolaris.org que el desarrollo de xVM sería interrumpido como tal, con el proyecto Xen/OpenSolaris que llena su función y el equipo que anteriormente trabajaba en xVM Server, enfocándose de nuevo en Ops Center como el medio principal de gestión múltiple de hipervisores en máquinas físicas múltiples de un solo punto de control. El entonces Vicepresidente de Sun Steve Wilson dijo que el soporte de xVM hypervisor no sería parte del producto Solaris.[cita requerida]